# Agone del Friuli
Agone o Ago (... – 662 circa) è stato un duca longobardo, duca del Friuli dal 653 al 662.
Scarsissime le informazioni sul suo conto; Paolo Diacono, nella sua Historia Langobardorum, indica soltanto l'ordine di successione e il fatto che ai tempi della sua cronaca (tardo VIII secolo) a Cividale esisteva ancora un edificio detto Casa di Agone.
Gli successe Lupo.